# John C. Wells

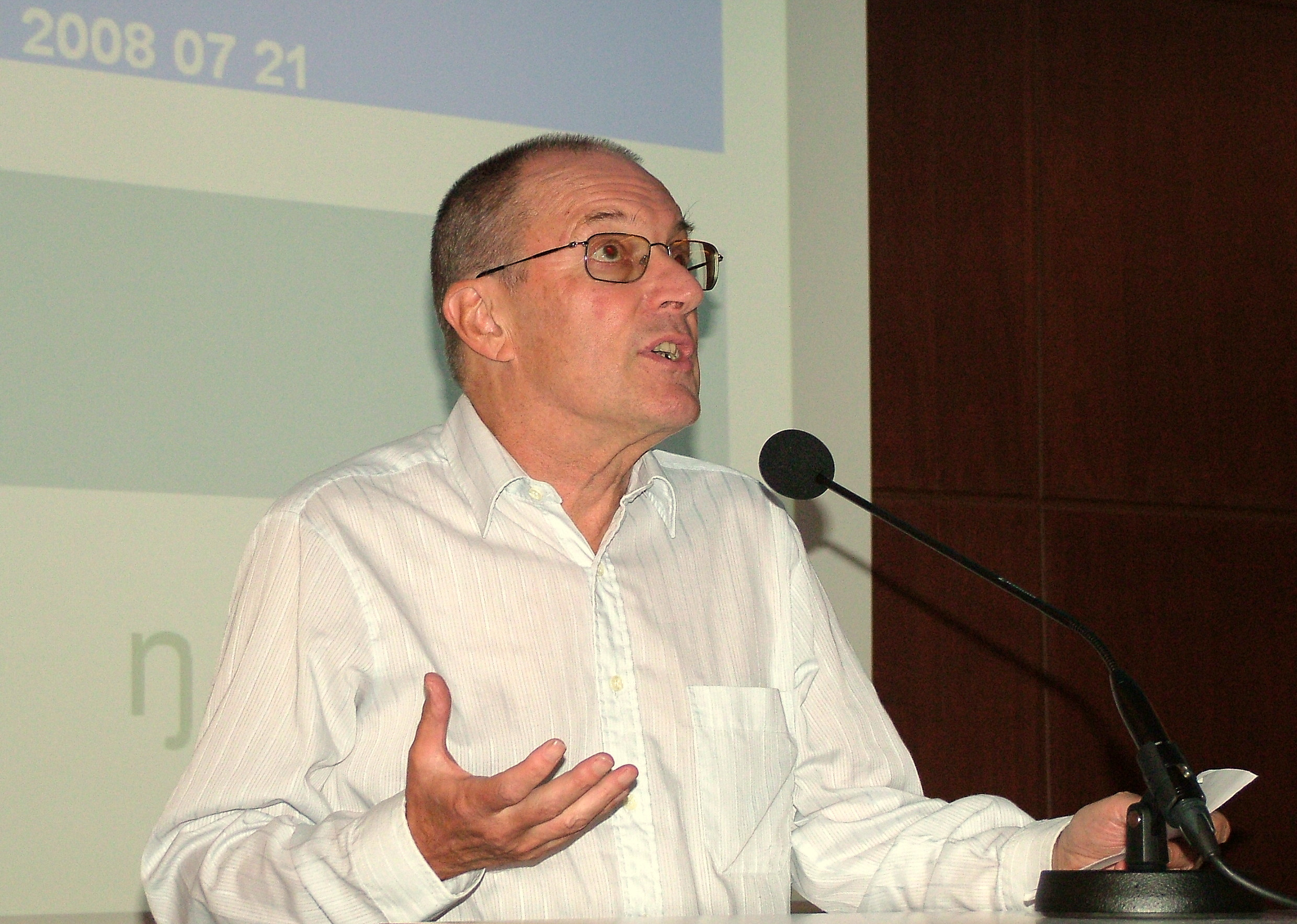
John Wells auf dem Esperanto-Weltkongress 2008 in Rotterdam

John Christopher Wells (* 11. März 1939), MA (London), Ph.D. (London), ist ein britischer Linguist und war bis zu seiner Emeritierung 2006 Professor für Phonetik am University College London. Er ist Mitglied der fünfköpfigen akademischen Beratergruppe von Linguaphone.
Seine bekanntesten Publikationen sind Accents of English, The Sounds of the IPA, Lingvistikaj Aspektoj de Esperanto sowie das Aussprachewörterbuch Longman Pronunciation Dictionary. Er ist Autor eines Wörterbuchs Englisch-Esperanto und Erfinder des phonetischen ASCII-Alphabets X-SAMPA.
John C. Wells forscht vorwiegend auf dem Gebiet der phonetischen Beschreibung der Varianten (Varietäten) des Englischen.
Regelmäßig leitet Wells zweiwöchige phonetische Sommerkurse mit den Schwerpunkten praktische und theoretische Phonetik und Phonetikunterricht. Der Kurs kann nach erfolgreichen mündlichen und schriftlichen Prüfungen mit dem Zeugnis IPA Certificate of Proficiency in the Phonetics of English abgeschlossen werden.
Wells war Sekretär der Internationalen Phonetischen Gesellschaft, Redakteur ihrer Zeitschrift und von 1989 bis 1995 Präsident des Esperanto-Weltbundes. Er war Vorsitzender und ist Ehrenvorsitzender des britischen Esperanto-Verbandes. Ferner ist er Mitglied der British Academy und der Akademio de Esperanto.

## Veröffentlichungen

### Aufsätze
- 1962 – A specimen of British English. In: Maître Phonétique Nr. 117, S. 2–5.
- 1967 – Specimen. Jamaican Creole. In: Maître Phonétique, Nr. 127 S. 5.
- 1970 – Local accents in England and Wales. In: J.Ling., Nr. 6, S. 231–252.
- 1979 – Final voicing and vowel length in Welsh. In: Phonetica. 36.4-5, S. 344–360.
- 1980 – The brogue that isn't. In: JIPA vol. 10 (1980), S. 74–79. Can be read on-line.
- 1985 – English accents in England. In: P. Trudgill (Hrsg.): Language in the British Isles. Cambridge University Press. 55–69.
- 1985 – English pronunciation and its dictionary representation. In: R. Ilson: (Hrsg.): Dictionaries, lexicography and language learning. Oxford: Pergamon.
- 1994 – The Cockneyfication of RP? In: G. Melchers u. a. (Hrsg.): Nonstandard Varieties of Language. Papers from the Stockholm Symposium 11–13 April 1991. 198–205. Stockholm Studies in English LXXXIV. Stockholm: Almqvist & Wiksell International.
- 1996 – Why phonetic transcription is important. In: Malsori (Journal of the Phonetic Society of Korea) 31–32, S. 239–242.
- 1997 – What's happening to Received Pronunciation? In: English Phonetics (English Phonetic Society of Japan), 1, S. 13–23.
- 1997 – Whatever happened to Received Pronunciation? In: Medina & Soto (Hrsg.): II Jornadas de Estudios Ingleses, Universidad de Jaén, Spain, S. 19–28.
- 2000 – British English pronunciation preferences. A changing scene. In: Journal of the International Phonetic Association (1999) 29 (1), S. 33–50.
- 2001 – Orthographic diacritics. In: Language Problems and Language Planning 24.3.
- 2002 – John Wells. In: K. Brown, V. Law (Hrsg.): Linguistics in Britain. Personal histories. Publications of the Philological Society, 36. Oxford: Blackwell.
- 2003 – Phonetic symbols in word processing and on the web. In: M. J. Solé u. a. (Hrsg..): Proc. 15th Int. Congress of Phonetic Sciences, Barcelona, S. 2.8:6

### Monographien
- 1962 – A study of the formants of the pure vowels of British English. Unpublished MA thesis, University of London.
- 1971 – Practical Phonetics. London: Pitman. ISBN 0-273-43949-9 (zusammen mit G. Colson).
- 1972 – mit Taylor Starck: Althochdeutsches Glossenwörterbuch (mit Stellennachweis zu sämtlichen althochdeutschen und verwandten Glossen). Heidelberg 1972 ff.
- 1973 – Jamaican pronunciation in London. Publications of the Philological Society xxv. Oxford: Blackwell. ISBN 0-631-14730-6.
- 1989 – Lingvistikaj aspektoj de Esperanto. Rotterdam: Universala Esperanto-Asocio. ISBN 92-9017-021-2.
- 1990 – Longman Pronunciation Dictionary. Longman. (ESU Duke of Edinburgh’s Prize.)
- 1993 – Hutchinson Dictionary of Difficult Words. Edited by John Ayto. Oxford: Helicon.
- 1994 – Longman Interactive English Dictionary. CD-ROM, incorporating a spoken version of the Longman Pronunciation Dictionary. ACT Multimedia / Harlow: Longman, ISBN 0-582-23694-0.
- 2000 – Longman Pronunciation Dictionary. Second edition. Harlow: Pearson Education Limited. ISBN 0-582-36468-X (cased edition), ISBN 0-582-36467-1 (paperback edition).